# Jaime Hernández (futbolista)
Jaime Hernández Ramírez (Ciudad de México, México 6 de diciembre de 1972). Es un futbolista mexicano que juega como defensa central.

## Trayectoria
Debuta con Necaxa en el Invierno 96 y su participación más destacada se dio en el Invierno 99, torneo en el cual jugó en 14 partidos.

### Clubes
| Club                         | País          | Año           | Partidos |
| ---------------------------- | ------------- | ------------- | -------- |
| Internacional de Acapulco FC | México        | 1994 - 1995   | 21       |
| Club Necaxa                  | México        | 1996 - 1997   | 19       |
| Club Santos Laguna           | México        | 1997 - 1998   | 19       |
| Real Cuautitlán              | México        | 1998          | 11       |
| Club Necaxa                  | México        | 1999 - 2001   | 59       |
| Atlético Cihuatlán           | México        | 2002 - 2003   | 16       |
| Lagartos de Tabasco          | México        | 2003 - 2004   | 31       |
| Total carrera                | Total carrera | Total carrera | 183      |

## Estadísticas

### Resumen estadístico
| Competencia                | Partidos | Goles |
| -------------------------- | -------- | ----- |
| Primera División de México | 104      | 0     |
| Liga de Ascenso de México  | 79       | 0     |
| Total                      | 183      | 0     |